# Альгольсайм
Альгольса́йм (фр. Algolsheim) — коммуна на северо-востоке Франции в регионе Гранд-Эст (бывший Эльзас — Шампань — Арденны — Лотарингия), департамент Верхний Рейн, округ Кольмар — Рибовилле, кантон Энсисем. До марта 2015 года коммуна административно входила в состав упразднённого кантона Нёф-Бризак (округ Кольмар).
Площадь коммуны — 7,215 км², население — 1063 человека (2006) с тенденцией к росту: 1172 человека (2012), плотность населения — 162,4 чел/км².

## Население
Население коммуны в 2011 году составляло 1181 человек, а в 2012 году — 1172 человека.
| 1962 | 1968 | 1975 | 1982 | 1990 | 1999 | 2004 | 2006 | 2009 | 2011 | 2012 |
| ---- | ---- | ---- | ---- | ---- | ---- | ---- | ---- | ---- | ---- | ---- |
| 315  | 312  | 404  | 495  | 671  | 982  | 1065 | 1063 | 1122 | 1181 | 1172 |

Динамика населения:

## Экономика
В 2010 году из 797 человек трудоспособного возраста (от 15 до 64 лет) 603 были экономически активными, 194 — неактивными (показатель активности 75,7 %, в 1999 году — 74,9 %). Из 603 активных трудоспособных жителей работали 553 человека (284 мужчины и 269 женщин), 50 числились безработными (22 мужчины и 28 женщин). Среди 194 трудоспособных неактивных граждан 67 были учениками либо студентами, 64 — пенсионерами, а ещё 63 — были неактивны в силу других причин.
На протяжении 2011 года в коммуне числилось 423 облагаемых налогом домохозяйства, в которых проживало 1143 человека. При этом медиана доходов составила 22356 евро на одного налогоплательщика.